# Sizergh Castle
Sizergh Castle är ett slott i Storbritannien.   Det ligger i grevskapet Cumbria och riksdelen England, i den centrala delen av landet, 400 km nordväst om huvudstaden London. Sizergh Castle ligger 64 meter över havet.
Terrängen runt Sizergh Castle är kuperad åt nordost, men åt sydväst är den platt.Runt Sizergh Castle är det ganska tätbefolkat, med 60 invånare per kvadratkilometer. Närmaste större samhälle är Kendal, 5,0 km norr om Sizergh Castle. Trakten runt Sizergh Castle består i huvudsak av gräsmarker.